# Елена Прекрасная
Еле́на Прекра́сная (Троянская, Спарта́нская; др.-греч. Ἑλένη) — в древнегреческой мифологии прекраснейшая из женщин. По Ликофрону, Мойры определили ей иметь пять мужей. Первоначально Елена — дорийское божество плодородия, пользовавшееся культовым почитанием в Спарте и в историческую эпоху.

## Мифы

### Рождение Елены

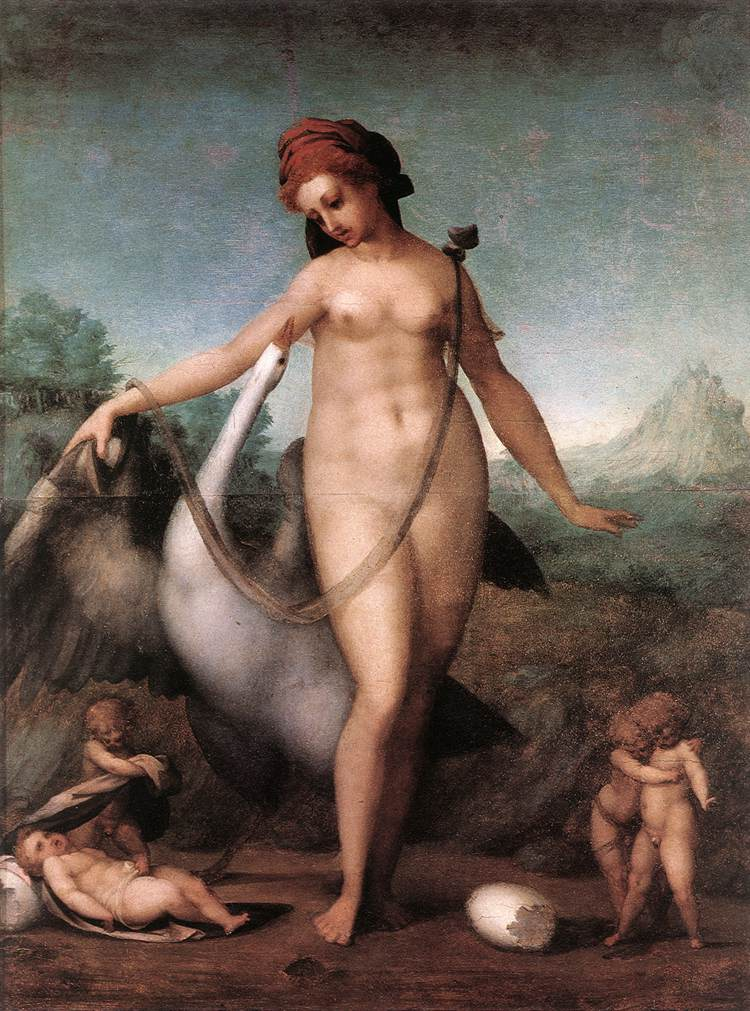
«Леда и лебедь». Понтормо. 1512—1513. Уффици, Флоренция

Согласно наиболее распространённым мифам, отображённым ещё в «Илиаде» и «Одиссее» Гомера, была дочерью Зевса и Леды, жены спартанского царя Тиндарея. Зевс, прельщённый красотой Леды, превратился в лебедя и овладел ею. Ночью в покои Леды вошёл и законный супруг Тиндарей. В результате у женщины родилось двое сыновей (Кастор и Полидевк) и две дочери (Елена и Клитемнестра). Кастор и Клитемнестра были детьми спартанского царя, в то время как Полидевк и Елена — олимпийского бога. Забеременев от Зевса в форме лебедя, Леда родила яйцо, из которого вылупились её дети. Согласно Еврипиду, Елена была третьей дочерью Леды после Фебы и Клитемнестры; данная версия не противоречит предыдущей, так как у Леды, до рождения двух пар близнецов, могла быть ещё одна дочь.
Согласно другой версии, Зевс воспылал любовью не к Леде, а к богине возмездия Немезиде. Пытаясь убежать от верховного бога, богиня постоянно меняла обличье. Когда она приняла вид гусыни, Зевс превратился в лебедя, настиг её и овладел ею. Вскоре она снесла яйцо, которое, по одной версии, нашёл пастух и отнёс Леде, по другой — отдал спартанской царице Гермес. Леда положила находку в ларец, а когда из него вылупились Елена с братьями и сестрой, воспитывала их как своих родных. Согласно древнегреческому писателю и географу II века н. э. Павсанию, остатки этого яйца хранились в храме Левкиппид в Спарте.
Согласно третьей версии, изложенной Гесиодом, матерью Елены была одна из океанид.

### Похищение Елены Тесеем

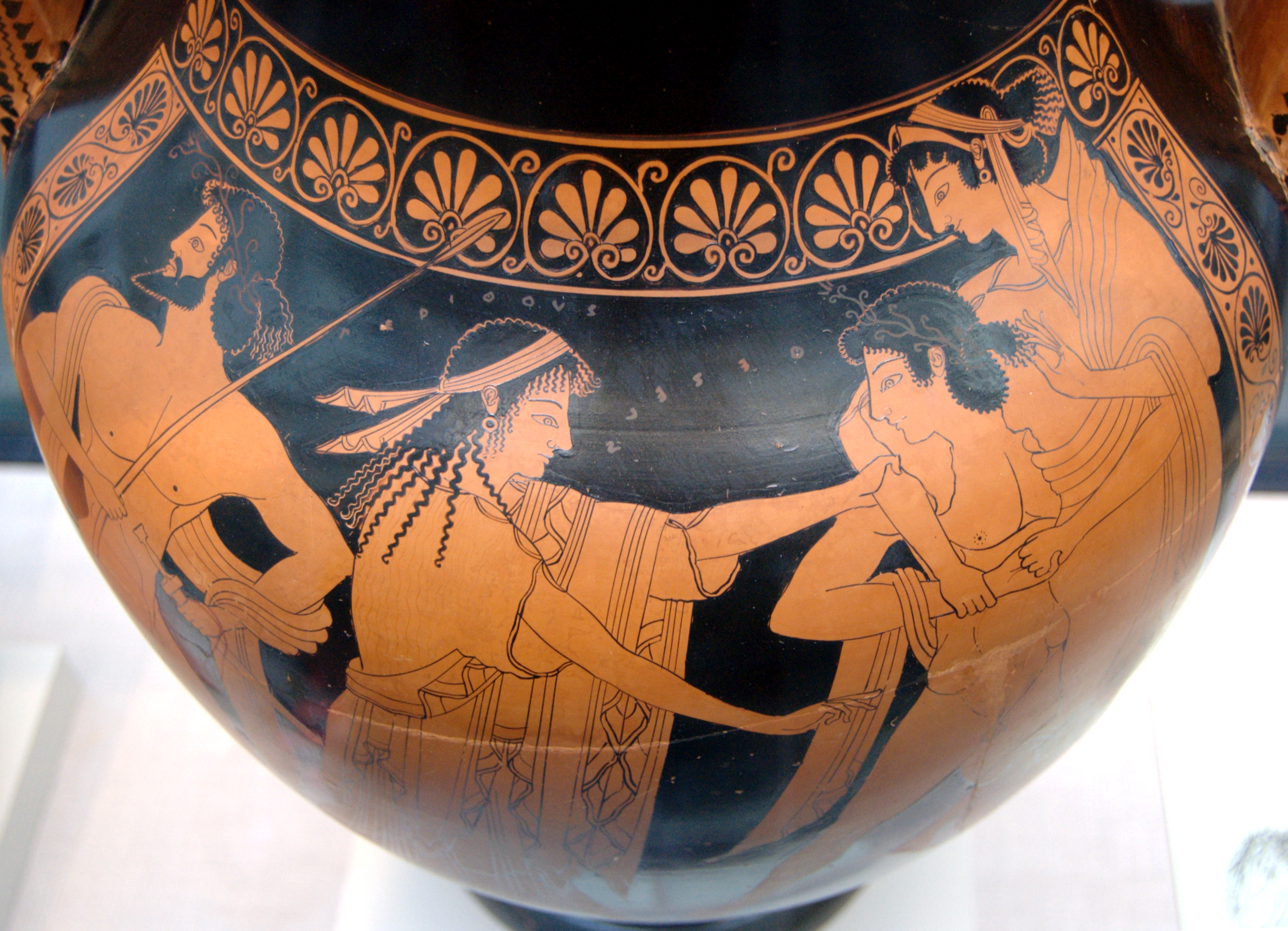
Тесей похищает юную Елену. Краснофигурная аттическая амфора. 510 г. до н. э. Государственное античное собрание. Мюнхен

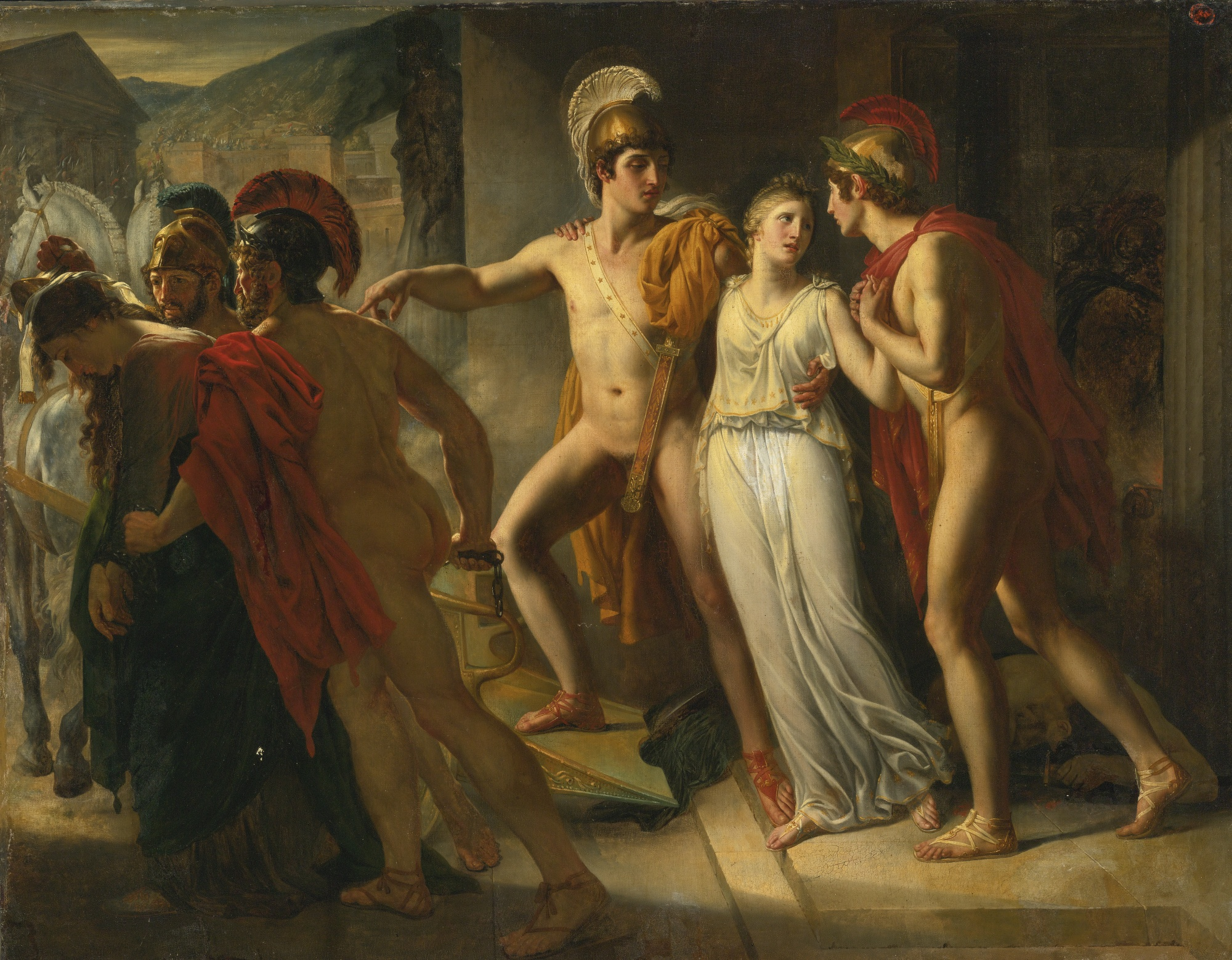
«Кастор и Поллукс освобождают Елену». Жан-Бруно Гасье, 1817

Елену, когда она была ребёнком, похитили овдовевшие Пирифой и Тесей. В то время они были людьми средних лет: по данным Гелланика, Тесею было чуть больше пятидесяти лет. Друзья в своей гордыне зашли так далеко, что решили во что бы то ни стало сделать своими жёнами дочерей Зевса.  Сначала они отправились в Лакедемон. Улучив подходящий момент, они выкрали Елену, когда та находилась в храме Артемиды и отвезли в Афины. По данным Гелланика, девочке было тогда семь лет, согласно Диодору Сицилийскому — десять, а согласно Псевдо-Аполлодору — двенадцать. По пути они бросили жребий, дав перед этим друг другу клятву, что похищенная девочка достанется в жёны победителю. В то же время победитель заранее обещал оказать проигравшему максимальное содействие в поисках и похищении другой женщины. Победный жребий выпал Тесею, и он сделал Елену своей женой.
Афиняне были возмущены таким поступком своего царя. Тогда Тесей отвёз свою жену-невольницу в один из городов Аттики Афидны (не путать с городом Афины), приставив к ней свою мать Эфру. В исполнение клятвы, данной Пирифою, Тесей был вынужден сопровождать друга, решившего похитить, по одной версии — богиню подземного царства Персефону, по другой — дочь царя Эпира с тем же именем.
Поход Тесея с Пирифоем оказался неудачным. Оба друга попали в плен (к Аиду или эпирскому царю). В это время Кастор и Полидевк пришли в Аттику, захватили и разрушили Афидны, освободили сестру и заодно пленили мать Тесея Эфру, сделав её рабыней Елены. По более распространённой версии, спартанская царица осталась девственницей, по другой, менее популярной, на момент освобождения была беременной. По пути в Лакедемон, в Аргосе, Елена родила дочь Ифигению. В честь этого события Елена посвятила храм богине-родовспомогательнице Илифии, а саму дочь отдала на воспитание своей сестре Клитемнестре, ставшей к тому времени царицей Микен, после чего вышла замуж.

### Свадьба Елены
К Елене, известной на всю Элладу своею красотой и знатностью происхождения, приехали свататься десятки царей и знаменитых воинов со всей Эллады. Гесиод приводит 12 имён, Аполлодор — 31, Гигин — 37.
| Имя             | Источник | Источник         | Источник     | Родители              | Местность        |
| Имя             | Гесиод   | Псевдо-Аполлодор | Псевдо-Гигин | Родители              | Местность        |
| --------------- | -------- | ---------------- | ------------ | --------------------- | ---------------- |
| Агапенор        |          | ✔                | ✔            | Анкей и Иотида        | Тегея в Аркадии  |
| Алкмеон         | ✔        |                  |              | Амфиарай и Эрифила    | Аргос            |
| Амфилох         | ✔        | ✔                |              | Амфиарай и Эрифила    | Аргос            |
| Амфимах         |          | ✔                | ✔            | Ктеат и Фероника      | Элида            |
| Анкей           |          |                  | ✔            | Посейдон и Астипалея  | Самос            |
| Антилох         |          | ✔                | ✔            | Нестор и Евридика     | Пилос            |
| Аскалаф         |          | ✔                | ✔            | Арес и Астиоха        | Орхомен в Беотии |
| Аякс Великий    | ✔        | ✔                | ✔            | Теламон и Перибея     | Саламин          |
| Аякс Малый      |          | ✔                | ✔            | Оилей и нимфа Рена    | Локрида          |
| Бланир          |          |                  | ✔            |                       |                  |
| Диомед          |          | ✔                | ✔            | Тидей и Деипила       | Аргос            |
| Евмел           |          | ✔                | ✔            | Адмет и Алкестида     | Феры             |
| Еврипил         |          | ✔                | ✔            | Евемон и Опс          | Орменион         |
| Иалмен          |          | ✔                |              | Арес и Астиоха        | Орхомен в Беотии |
| Идоменей        | ✔        |                  | ✔            | Девкалион и Клеопатра | Крит             |
| Кианей          |          |                  | ✔            |                       |                  |
| Клитий          |          |                  | ✔            |                       |                  |
| Леит            |          | ✔                |              | Алектор               | Беотия           |
| Леонтей         |          | ✔                | ✔            | Корон                 | племя лапифов    |
| Ликомед         | ✔        |                  |              | Аполлон и Парфенопа   | Крит             |
| Махаон          |          | ✔                | ✔            | Асклепий и Эпиона     | Трикка           |
| Мегет           |          | ✔                | ✔            | Филей и Эвстиоха      | Дулихий          |
| Менелай         | ✔        | ✔                | ✔            | Атрей и Аэропа        | Спарта           |
| Менесфей        | ✔        | ✔                | ✔            | Петеой                | Афины            |
| Мерион          |          |                  | ✔            | Мол и Мельфида        | Крит             |
| Нирей           |          |                  | ✔            | Хароп и нимфа Аглая   | Сими             |
| Одиссей         | ✔        | ✔                | ✔            | Лаэрт и Антиклея      | Итака            |
| Патрокл         |          | ✔                | ✔            | Менетий и Сфенела     | Опус             |
| Пенелей         |          | ✔                | ✔            | Гиппалким и Астеропа  | Фивы             |
| Подалирий       |          | ✔                | ✔            | Асклепий и Эпиона     | Трикка           |
| Подарк          | ✔        |                  |              | Ификл                 | Филака           |
| Поликсен        |          | ✔                | ✔            | Агасфен и Пелорида    | Элида            |
| Полипет         |          | ✔                | ✔            | Пирифой и Гипподамия  | племя лапифов    |
| Протесилай      | ✔        | ✔                | ✔            | Ификл                 | Филака           |
| Профой          |          |                  | ✔            | Тентредон и Клеобула  | Магнесия         |
| Сфенел          |          | ✔                | ✔            | Капаней               | Аргос            |
| Схедий          |          | ✔                |              | Ифит и Ипполита       | Фокея            |
| Тевкр Теламонид |          | ✔                |              | Теламон и Гесиона     | Саламин          |
| Тлеполем        |          |                  | ✔            | Геракл и Астиоха      | Родос            |
| Фалпий          |          | ✔                | ✔            | Еврит и Ферефона      | Элида            |
| Фемий           |          |                  | ✔            |                       |                  |
| Фидипп          |          |                  | ✔            | Фессал                | Кос              |
| Филоктет        | ✔        | ✔                | ✔            | Пеант и Демонасса     | Мелибея          |
| Фоант           |          |                  | ✔            | Андремон и Горга      | Этолия           |
| Элефенор        | ✔        | ✔                | ✔            | Халкодонт и Алкиона   | Эвбея            |
| Эпистроф        |          | ✔                |              | Ифит и Ипполита       | Фокида           |

Тиндарей оказался перед сложным выбором. Из нескольких десятков знаменитых воинов, царей, сыновей богов спартанский царь мог получить одного друга, который станет мужем Елены, и несколько десятков рассерженных врагов. Среди множества женихов был и Одиссей. Оценивая свои шансы близкими к нулю, он предложил Тиндарею решить проблему, с условием помощи последнего в его сватовстве к Пенелопе. Спартанский царь с радостью согласился. Тогда Одиссей предложил связать всех потенциальных мужей Елены клятвой. Все кандидаты обязались признать будущего мужа Елены и, что главное, прийти ему на помощь в случае опасности и обиды.
После торжественного обещания то ли Елена сама выбрала Менелая, то ли Тиндарей выбрал его для своей приёмной дочери. У них родились дочь Гермиона и сын Никострат.

### Похищение Елены

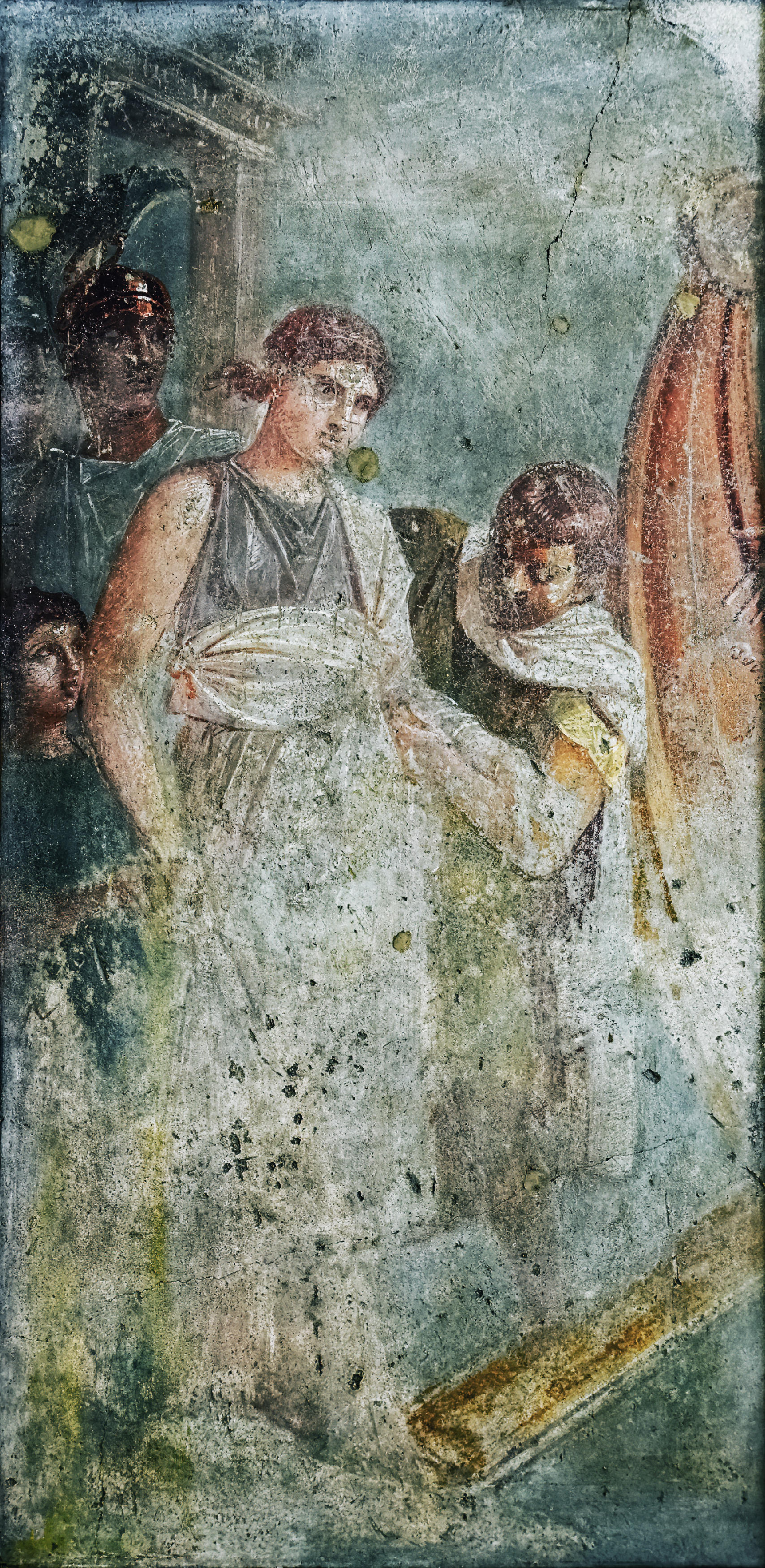
Елена Прекрасная садится на корабль, отплывающий в Трою. Фреска из Помпей

Франческо Приматиччо, Похищение Елены, 1530—1539

В то время, как Елена жила в Спарте, на Олимпе и в окрестностях Трои разыгрались события, которые повлияли на дальнейшую жизнь спартанской принцессы и всей Эллады. Богиня раздора Эрида подбросила Гере, Афине и Афродите яблоко раздора с надписью «Прекраснейшей». Тотчас между тремя красавицами разгорелся спор о том, кому обладать яблоком, и Зевс назначил судьёй простого смертного — троянского царевича Париса. Каждая из претенденток, желая победить, попыталась подкупить судью благами, недостижимыми для обычных людей. Гера пообещала сделать его самым могущественным царём, Афина — прославленным героем, а богиня любви Афродита обещала помочь получить в жёны любую женщину, какую он пожелает. Последняя и получила оспариваемое яблоко.
Через некоторое время Парис приплыл в Грецию, где воспользовался гостеприимством Менелая. Афродита велела своему сыну Эроту пронзить сердце Елены стрелой любви. После того, как это было сделано, Елена воспылала любовью к Парису. Через несколько дней хозяину пришлось отправиться на Крит на похороны своего деда по материнской линии Катрея. Воспользовавшись отъездом Менелая, Парис похитил Елену и отплыл из Спарты. Неверная супруга захватила с собой большую часть имущества, но оставила дома девятилетнюю дочь.
Похищение Елены Парисом послужило поводом к троянской войне. Согласно Ликофрону, Елена была похищена с побережья у Гифия, когда приносила жертву Фисадам и Бино, согласно Дарету — у Гелоса, согласно Птолемею Гефестиону — когда она охотилась на горе Парфений, согласно Драконцию — из храма Афродиты на Кипре.
Впервые Елена занималась любовью с Парисом на острове Краная в Лаконии или на острове Елена (ныне — Макронисос) у побережья Аттики (Акты), по мнению же Иоанна Цеца — на Саламине. По версии, восходящей к Стесихору, Гера создала её призрак, который похитил Парис, а настоящая Елена была перенесена Гермесом в дом Протея, и следующие 17 лет она провела в Египте. Согласно Гомеру, Елена провела в Трое 20 лет. После гибели Париса она стала женой Деифоба.
Елена узнала Диомеда и Одиссея, когда они похищали Палладиум из Трои (или только Одиссея). По Еврипиду, попыталась бежать из Трои, но Деифоб помешал ей. Вызывала героев, сидевших в троянском коне. По одной из версий, показала со стены факел и предала Трою. По Вергилию, в ночь взятия Трои пряталась в храме Весты. Менелай выронил меч, увидев её обнажённой. Люди хотели побить её камнями (неясно, кто), но, увидев её лицо, уронили камни на землю. Изображена на картине Полигнота в Дельфах.

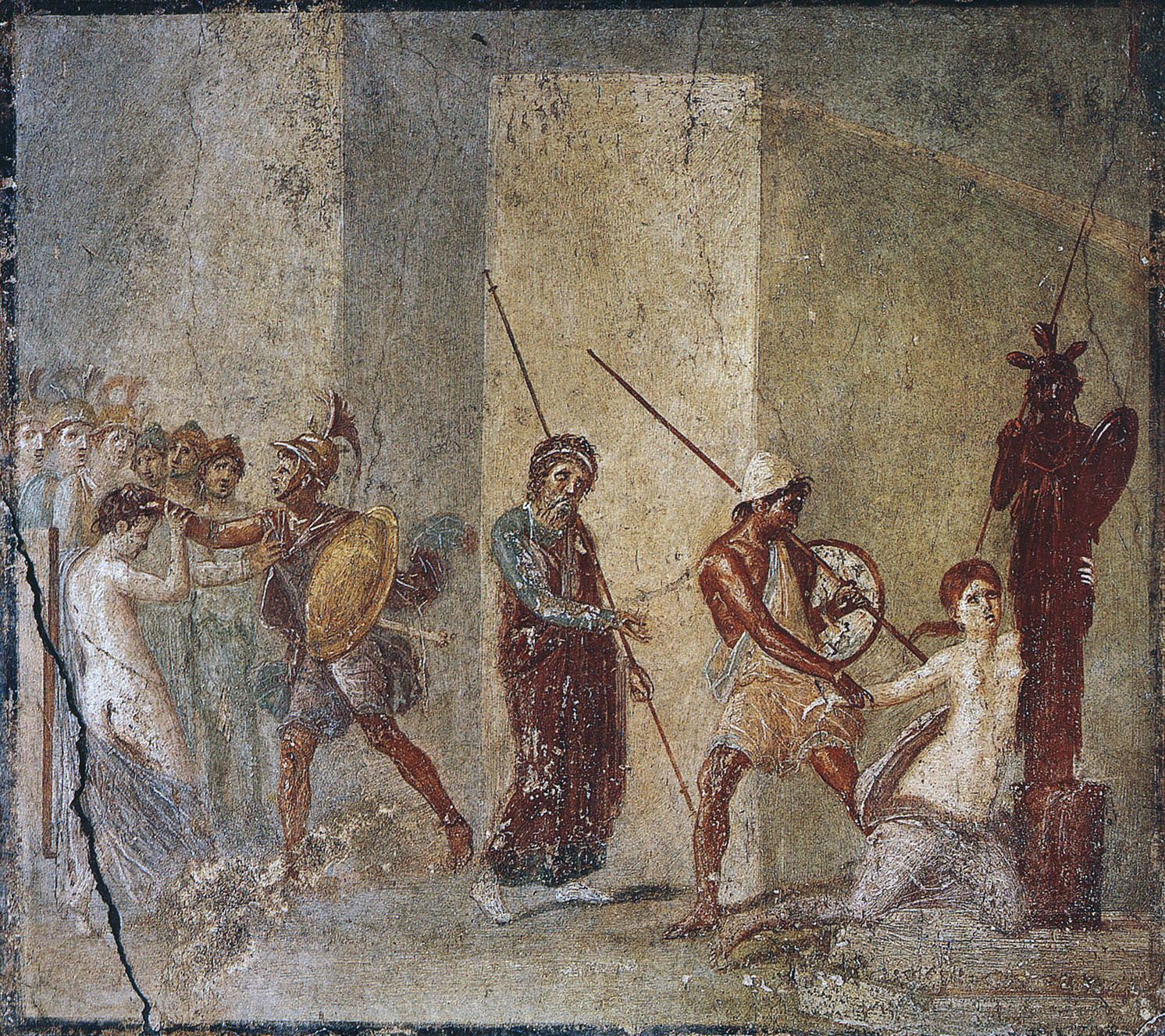
Менелай захватывает Елену; Аякс Малый оттаскивает Кассандру от Палладиума на глазах у Приама. Фреска из Помпей

По предсказанию оракула, плывя из Трои, она выбросила в море треножник работы Гефеста, который был найден косскими рыбаками и затем попал к семи мудрецам.

### Смерть Елены
По спартанской версии, могила Елены находится в местечке Ферапна около Спарты. Её святилище располагается в Спарте, рядом с могилой Алкмана.
По родосской версии, после смерти Менелая Елена была изгнана Никостратом и Мегапенфом и прибыла на Родос к своей подруге Поликсо, вдове Тлеполема. Поликсо, желая отомстить Елене за гибель мужа, подослала к ней, когда она купалась, своих служанок в образе Эриний. Они захватили Елену и повесили её на дереве. Поэтому у родосцев есть храм Елены Дендритиды (Древесной). По другой версии, родосцы лишь побили камнями служанку, которую Менелай одел в платье Елены. О связи Елены с деревьями упоминает Феокрит.

По Птолемею Гефестиону, на обратном пути из Трои Елена была убита Фетидой, принявшей облик тюленя, по другой версии его же пера, Менелай и Елена искали Ореста, и Ифигения принесла их в жертву Артемиде. Согласно Стесихору и кротонцам, Елена после смерти стала женой Ахилла и поселилась на острове Левка в устье Дуная.

Картина 1898 г. работы Эвелин де Морган

В трагедии Еврипида «Орест» Елена вошла в сонм бессмертных богов, чему предшествовали драматические события. Орест и его сестра Электра были приговорены к смерти за то, что убили свою мать Клитемнестру, мстя за смерть отца. Орест и его друг Пилад решили, раз смерть неизбежна, отомстить Менелаю и Елене, из-за которых Эллада испытала много горя. Они одолели телохранителей спартанской принцессы и были готовы совершить убийство, но Аполлон вознёс Елену на Олимп, и она заняла место рядом со своими братьями Диоскурами на звёздном небе.

## Образ в искусстве

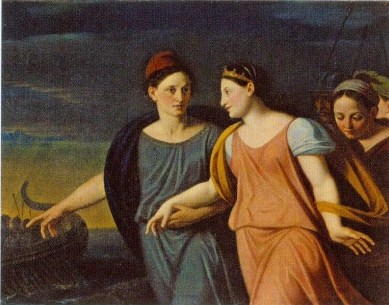
Алексей Егоров. Похищение Елены Парисом. 1831

Действующее лицо трагедий Софокла «Похищение Елены», или «Елена», «Свадьба Елены», «Посольство о Елене», «Лаконянки», Еврипида «Троянки», «Елена» и «Орест», Диогена и Феодекта «Елена», Сенеки «Троянки», комедий Алексида «Женихи Елены» и «Похищение Елены». В «Одиссее» Елена после странствий вместе с Менелаем возвращается в Спарту и живёт там.
В Древней Греции Елена символизировала противоположность женским добродетелям — верности, материнству и честности. Около 415 года до н. э. «отец риторики» Горгий написал «Похвалу Елене». Целью Горгия было не восстановление справедливости, а создание апологии (защитной речи), которая бы оправдала Елену в глазах аудитории. Сочинение было создано в качестве образца для риторического упражнения — «похвалы» или эпидейктической речи на парадоксальную тему. Таким образом Горгий взял на себя непростую задачу защиты вымышленного персонажа, чья вина была общепризнанной. Оправдание Елены должно было стать практической иллюстрацией теоретических идей автора о силе речи. «Похвала Елене» является в первую очередь похвалой не дочери Зевса и Леды, от которой по мнению автора ничего не зависело, но искусству красноречия риторике и силе убеждения слова (логоса). С «Похвалой Елене» и другим произведением Горгия «Защитой Паламеда» современники связывают появление жанра риторики эпидейктических речей, которые апеллируют к человеческим чувствам, вызывают у адресата определённое эмоциональное состояние. После краткой преамбулы Горгий заявляет о невиновности Елены. Вся его аргументация без риторических приёмов может быть сведена к нескольким тезисам. Горгий считает, что Елена совершила всё то, что ей вменяют в вину, либо:
1. по воле судьбы, решению богов и в силу рока;
2. будучи насильственно похищена;
3. соблазнённая речами;
4. пленённая любовью.

Во всех случаях она невиновна. При предопределённости похищения решением богов она никак не могла ему противостоять. В случае соблазнения речами виновным является искуситель, а не обманутый. Речь Париса в данном случае представлена актом «вербального насилия». Любовь в изложении Горгия — воля Эроса, могущественного бога, которому также невозможно идти наперекор.
С появлением «Похвалы Елене» красноречие и риторика начинают осознаваться обществом отдельными наукой и искусством, способными занять место поэзии. В отличие от последней, умению красиво и убедительно говорить можно научить.
В трагедии Гёте «Фауст» главный герой с помощью Мефистофеля отправляется в загробный мир и вызволяет Елену.
Генри Лайон Олди в рамках «Ахейского цикла» посвятили ей грустный рассказ «Она и её мужчины».
Тинторетто написал картину «Похищение Елены», перенеся действие в XVI век.

### Кинематограф

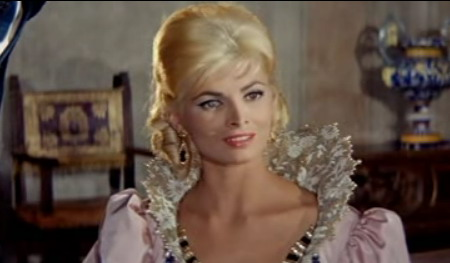
Сцилла Габель в роли Елены в фильме 1968 года «Одиссея»

- 1924 — немой фильм «Елена», сделанный в Германии Манфредом Ноа. В главной роли Эди Дарклея / Edy Darclea.
- 1927 — фильм «Частная жизнь Елены Троянской»; в роли Елены — Мария Корда.
- 1951 — музыкальный фильм «Елена Троянская» (Sköna Helena) Густава Эдгрена; в роли Елены — Эва Дальбек.
- 1954 — Возлюбленная Париса / L’amante di Paride (Франция-Италия). В роли Хеди Ламарр.
- 1956 — «Елена Троянская» Роберта Уайза; роль Елены исполнила итальянская актриса Россана Подеста.
- 1961 — «Троянская война» Феррони, Джорджо; роль Елены исполнила Эди Вессель.
- 1968 — «Одиссея». В роли Сцилла Габель.
- 1971 — «Троянки» Михалиса Какоянниса; роль Елены сыграла греческая актриса Ирен Папас.
- 1973 — «Елена, да… Троянская» / Elena si, ma... di Troia. Итальянская эротическая комедия. В роли Елены Криста Линдер.
- 2003 — мини-сериал «Елена Троянская» Джона Кента Харрисона; роль Елены исполнила актриса Сиенна Гиллори
- 2004 — «Троя» Вольфганга Петерсена; Елену сыграла немецкая актриса Диана Крюгер.
- 2017 — в 6 серии 3 сезона сериала «Легенды завтрашнего дня»; роль Елены досталась Бар Пали.
- 2018 — мини-сериал «Падение Трои»; в роли Елены — Белла Дэйн.

## Названы в честь Елены
- Именем Елены Троянской назван астероид (101) Елена, который открыт 15 августа 1868 года канадско-американским астрономом Дж. К. Уотсоном в Детройтской обсерватории, США.
- Елена — спутник Сатурна
- «Елена Прекрасная» — прозвище польского паровоза Pm36. Такое же прозвище имеет советский самолёт Ан-70.

### Античные источники
- Авсоний. Гриф о числе три // Стихотворения / Издание подготовил М.Л. Гаспаров. Перевод и примечания М. Л. Гаспарова.. — М.: Наука, 1993. — (Литературные памятники).
- Аполлодор. Мифологическая библиотека / Перевод, заключительная статья, примечания, указатель В. Г. Боруховича. — Л.: Наука, 1972.
- Гесиод. Полное собрание текстов / Вступительная статья В.Н.Ярхо. Комментарии О.П.Цыбенко и В.Н.Ярхо. — М.: Лабиринт, 2001. — 256 с. — (Античное наследие). — ISBN 5-87604-087-8.
- Гигин. Астрономия / перевод с латинского и комментарии А. И. Рубана. — СПб.: Алетейя, 1997. — (Античная библиотека). — ISBN 5-89329-017-8.
- Гигин. Мифы / Перевод с латинского, комментарий Д. О. Торшилова под общей редакцией А. А. Тахо-Годи. — СПб.: Алетейя, 2000. — 360 с. — (Античная библиотека). — ISBN 5-89329-198-0.
- Гомер. Илиада / Перевод Н. И. Гнедича. Издание подготовил А. И. Зайцев.. — Л.: Наука, 1990.
- Диодор Сицилийский. Историческая библиотека. Греческая мифология. — М.: Лабиринт, 2000. — 224 с. — (Античное наследие). — ISBN 5-87604-091-6.
- Драконций Эмилий Блоссий. Мифологические поэты / Перевод с латинского, вступительная статья, комментарии, приложение и указатель В. Н. Ярхо. — М.: Лабиринт, 2001. — С. 224. — (Античное наследие).
- Еврипид. Трагедии в 2 томах / пер. И. Ф. Анненский ; отв. ред. М. Л. Гаспаров ; вступит. ст. В. Н. Ярхо ; Российская академия наук [РАН]. — М.: Ладомир, 1999. — ISBN 5-86218-157-1.
- Еврипид. Трагедии. В 2 томах / Перевод Иннокентия Анненского. — М.: Ладомир; Наука, 2014. — ISBN 5-86218-155-5.
- Павсаний. Описание Эллады / Перевод С. П. Кондратьева под редакцией Е. В. Никитюк. Ответственный редактор проф. Э. Д. Фролов.. — СПб.: Алетейя, 1996. — ISBN 5-89329-006-2.
- Плутарх. Сравнительные жизнеописания в двух томах / Перевод С. П. Маркиша, обработка перевода для настоящего переиздания — С. С. Аверинцева, переработка комментария — М. Л. Гаспарова.. — Издание второе, исправленное и дополненное. — М.: Наука, 1994.

### Современная литература
- Анисимова Т. П., Гимпельсон Е. Г. Современная деловая риторика. Учебное пособие. — М.: МОДЭК, 2004. — 432 с. — ISBN 5-89502-632-X.
- Галанин Р. Б. Риторика Протагора и Горгия. — СПб.: Издательство РХГА, 2016. — 264 с. — (Античные исследования). — ISBN 978-5-88812-787-2.
- Грейвс Роберт. Мифы Древней Греции. — М.: Прогресс, 1992. — 624 с. — (Антропология, этнография, мифология, фольклор). — ISBN 5-01-001587-0.
- Мочалова И. Н. «Высшее образование» в Афинах начала IV в.: риторические школы // Вестник Ленинградского государственного университета имени А. С. Пушкина. — 2016. — № 3. — ISSN 1818-6653.
- Химик В. В. Культура речи и деловое общение : учебник и практикум для академического бакалавриата / ответственный редактор В. В. Химик, Л. Б. Волкова. — М.: Юрайт, 2019. — 308 с. — ISBN 978-5-534-00358-1.
- Елена / Ярхо В. Н. // Мифы народов мира : Энцикл. в 2 т. / гл. ред. С. А. Токарев. — 2-е изд. — М. : Советская энциклопедия, 1987. — Т. 1 : А—К. — С. 431—432.
- Васильева Т. В. Елена Прекрасная, истина и призрак// Историко-философский ежегодник 1987. — М.: Наука, 1987 — С. 47-60
- Clader L.L. Helen: The Evolution from Divine to Heroic in Greek Epic Tradition. — Leiden, 1976.